# Bothriomyrmex modestus
Bothriomyrmex modestus är en myrart som beskrevs av Alexander G. Radchenko 1985. Bothriomyrmex modestus ingår i släktet Bothriomyrmex och familjen myror. Inga underarter finns listade.